# Sokolí
Sokolí (německy Sokoli) je vesnice, část města Třebíče.
V obci se nachází kaple Nejsvětějšího srdce páně, Padrtův mlýn – v současné době využíván jako penzion, jezdecký areál pro jízdu na koni. V letní sezóně je možno navštívit jezdeckou vinárnu nebo místní hostinec. Autobusová zastávka se nově nachází na náměstíčku (návsi). Ve Výří skále (lidově také "Vejří díře"), vzdálené necelých 300 metrů od středu obce jihovýchodním směrem, podle pověsti ústí východ z tajné chodby vedoucí z třebíčského benediktinského kláštera. Dle některých názorů však jde o dřívější menší štolu. Ve vesnici žije 109 obyvatel.

## Umístění
Sokolí je vesnice ležící asi čtyři kilometry severozápadně od centra města Třebíč, jehož je místní částí. Vesnice leží na břehu řeky Jihlavy.

## Historie
V minulosti zde proběhl pokus o těžbu stříbra.
V květnu roku 2017 bylo poškozeno 13 náhrobků místního hřbitova, tj. více než polovina. Pachatel není znám. V říjnu 2018 bylo vyměněno 25 lamp uličního osvětlení v místní části.
| Rok            | 1869 | 1880 | 1890 | 1900 | 1910 | 1921 | 1930 | 1950 | 1961 | 1970 | 1980 | 1991 | 2001 | 2021 |
| -------------- | ---- | ---- | ---- | ---- | ---- | ---- | ---- | ---- | ---- | ---- | ---- | ---- | ---- | ---- |
| Počet obyvatel | 170  | 166  | 166  | 153  | 174  | 192  | 207  | 138  | 160  | 136  | 98   | 90   | 88   | 108  |

Pohledy ze Sokolí
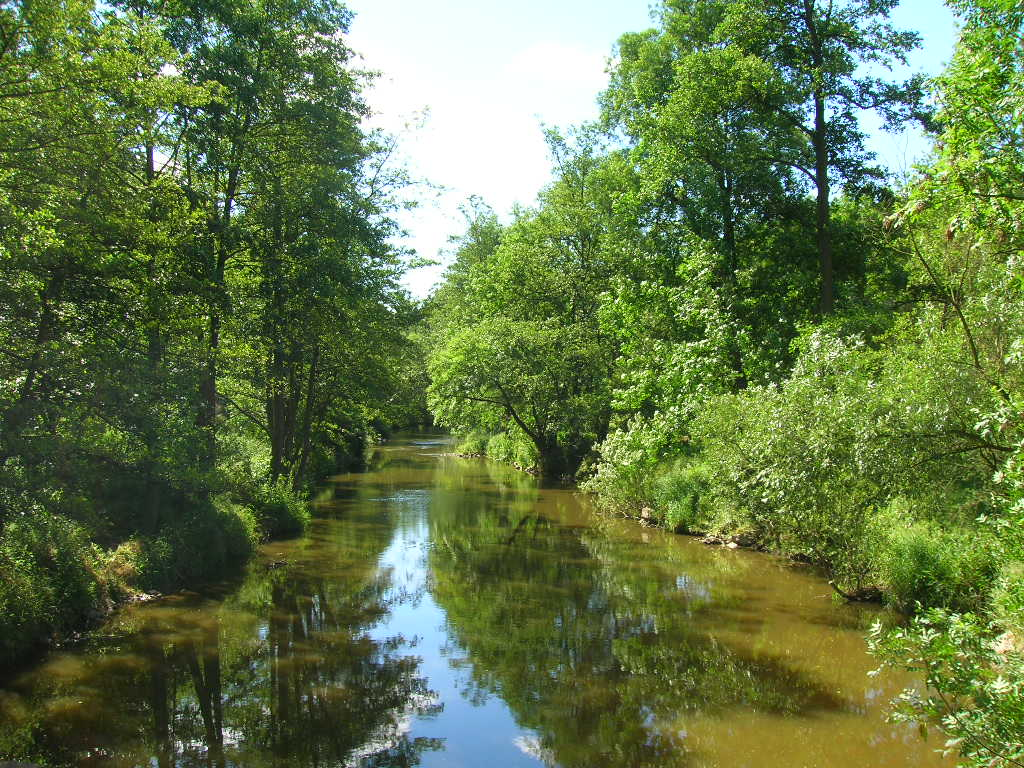
Jihlavka z mostu, jímž vede cyklostezka
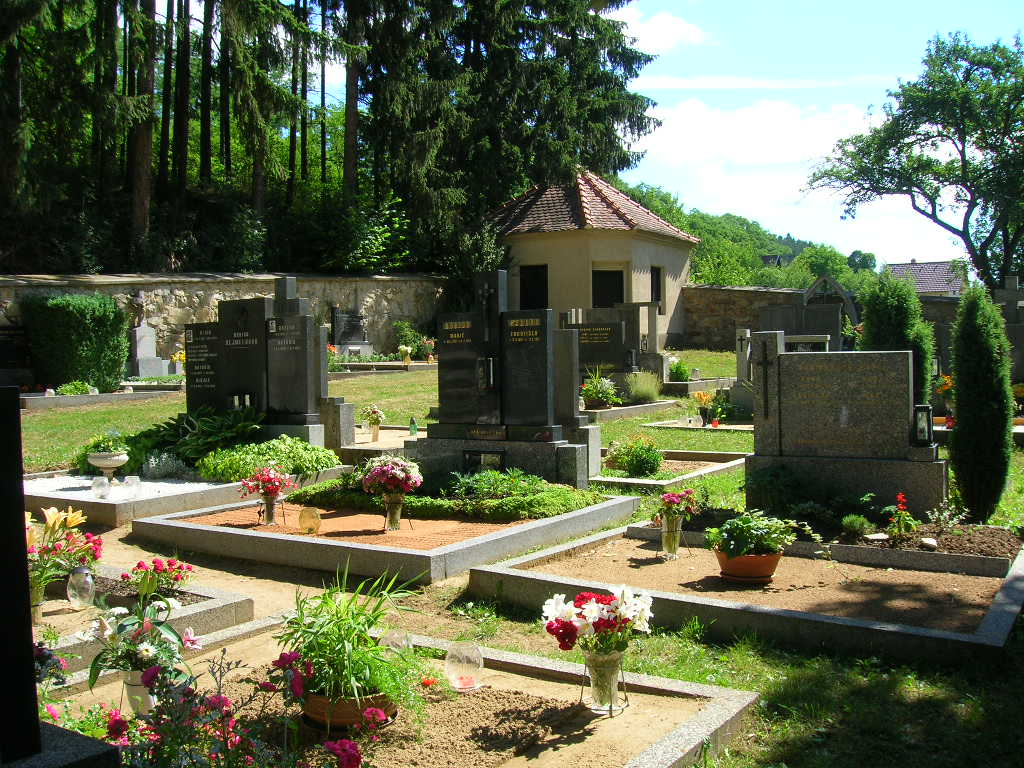
Malý hřbitov náležící Sokolí
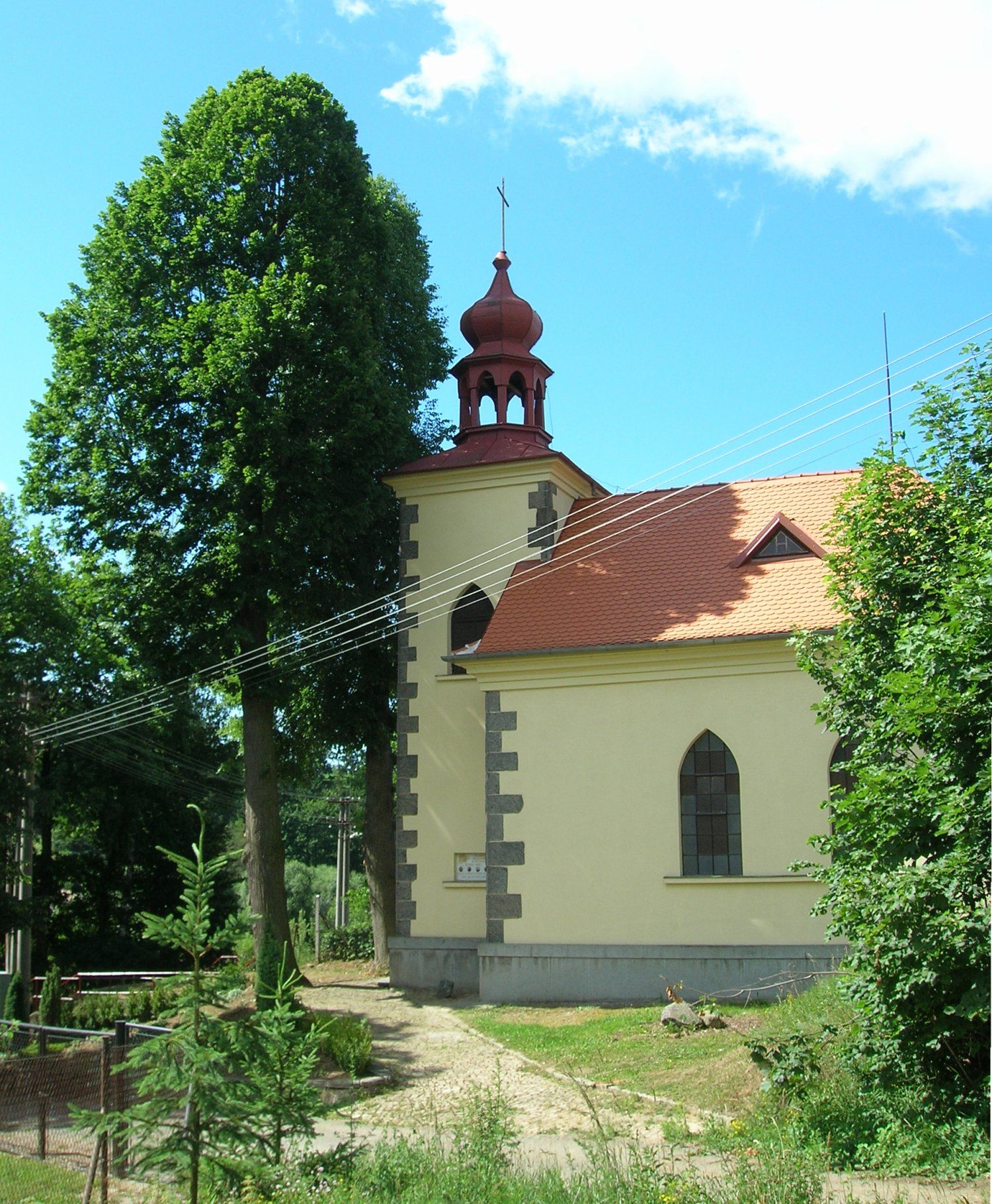
Kaple Nejsvětějšího Srdce Páně z roku 1936
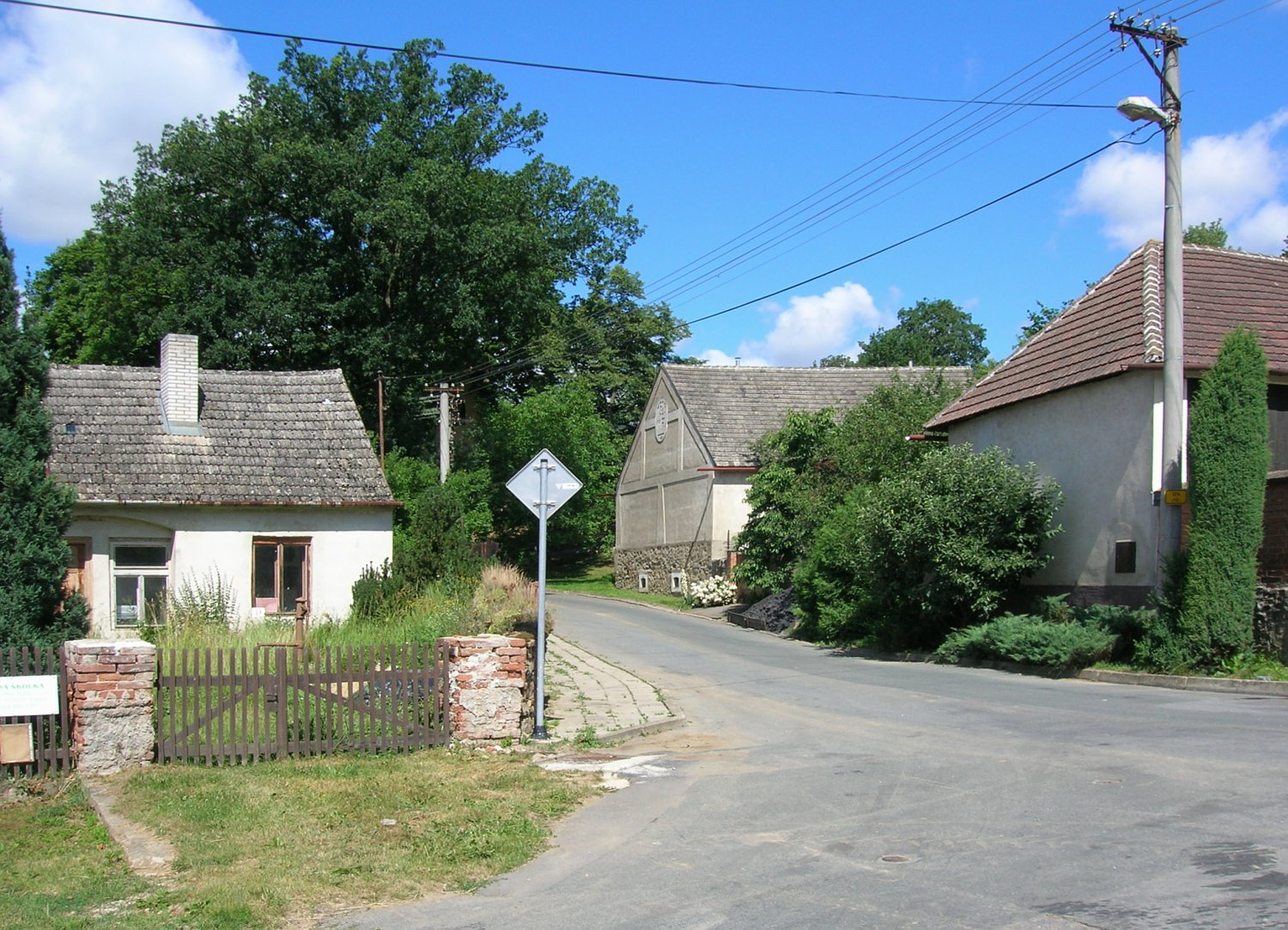
Pohled ulicí směrem ke kapli. Nalevo zahradnictví
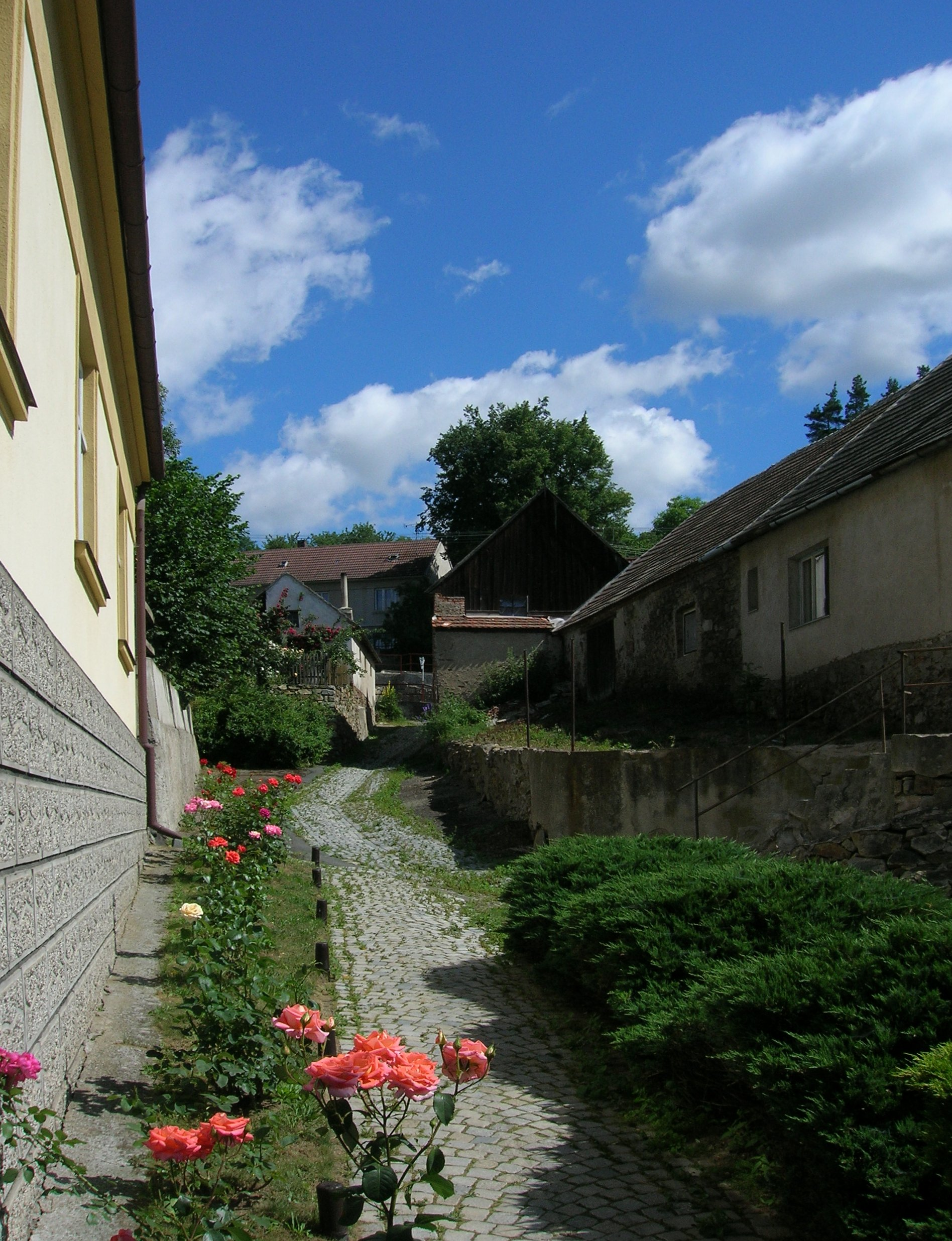
Úzká ulička vedoucí do severní, rekonstruované části osady